# Blokada Njemačke
Pomorska blokada Njemačke odvijala se između 1914. i 1919. godine. Radi se o produljenoj pomorskoj operaciji koju su Britanska mornarica i njeni saveznici provodili tijekom i nakon Prvog svjetskog rata, u pokušaju ograničavanja pomorske opskrbe zemalja Središnjih sila, koje su uključivale: Njemačko Carstvo, Austro-Ugarsku i Osmansko Carstvo. Smatra se jednim od ključnih čimbenika Antantine pobjede u Prvom svjetskom ratu.  

## Kontekst
Prije i tijekom rata gospodarstva Njemačkog Carstva i Ujedinjenog Kraljevstva snažno su se oslanjala na uvoz da bi prehranili svoje stanovništvo i opskrbljivali svoju ratnu industriju. Uvoz prehrambenih proizvoda i ratnih materijala svih europskih ratnih sila dolazio je prvenstveno iz SAD-a i morao je biti otpremljen preko Atlantskog oceana, pa su se Velika Britanija i Njemačka nastojale međusobno pomorski blokirati. Britanci su imali Kraljevsku mornaricu koja je bila brojnija i mogla je djelovati diljem britanskog kolonijalnog Carstva, dok je Njemačka carska mornarica do početka rata bila još u izgradnji, te u djelovanju uglavnom ograničena na Njemački zaljev.

## Njemački odgovor
Odgovor na pomorsku dominaciju britanske mornarice, Njemačka je tražila kroz proglašenje "neograničenog podmorničkog ratovanja", kojim je nastojala potapati trgovačke, vojne i civilne brodove, na putu prema Velikoj Britaniji i Irskoj. Nijemci su u veljači 1915., ratnom zonom proglasili sva mora koja okružuju ove otoke. Dana 7. svibnja 1915., njemačka je podmornica potopila američki putnički brod Lusitania na putu iz New Yorka prema Liverpoolu, pri čemu su živote izgubili gotovo svi putnici od kojih je 128 bilo američkih građana. Ovaj događaj preokrenuo je javno mnijenje u SAD-u u korist uključivanja u rat u Europi na strani Antante.

## Posljedice blokade na civilno stanovništvo
Njemački odbor za javno zdravstvo u prosincu 1918. godine tvrdio je da je 763,000 njemačkih civila umrlo od gladi i bolesti uzrokovanih blokadom do kraja prosinca 1918. Stručna studija učinjena 1928. godine utvrdila je 424,000 umrlih.

## Galerija slika
- Njemačka podmornica U-14 između 1910. i 1915. godine.
- Karta prikazuje područja koja je Njemačka objavila zonom "neograničenog podmorničkog ratovanja u veljači 1917 godine.